# Андріс Ванінс
Андріс Ванінс (латис. Andris Vaņins, нар. 30 квітня 1980, Ілуксте) — латвійський футболіст, воротар.
Виступав, зокрема, за клуб «Вентспілс», а також національну збірну Латвії.
Триразовий володар Кубка Швейцарії.

## Клубна кар'єра
У дорослому футболі дебютував 1997 року виступами за команду клубу «Вентспілс», в якій провів шість сезонів, взявши участь у 86 матчах чемпіонату. 
Згодом з 2003 по 2009 рік грав у складі команд клубів «Торпедо» (Москва), «Москва», «Вента» та «Вентспілс».
До складу клубу «Сьйон» приєднався 2009 року. Відтоді встиг відіграти за команду зі Сьйона 223 матчів в національному чемпіонаті.

## Виступи за збірну
У 2000 році дебютував в офіційних матчах у складі національної збірної Латвії. Наразі провів у формі головної команди країни 68 матчів.

## Титули і досягнення

### Командні
- Чемпіон Латвії (3):

«Вентспілс»: 2006, 2007, 2008
- Володар Кубка Латвії (1):

«Вентспілс»: 2007
- Володар Кубка Швейцарії (3):

«Сьйон»: 2010-11, 2014-15
«Цюрих»: 2017-18

### Особисті
- Футболіст року в Латвії: 2008, 2013